# 토모세 슌사쿠
토모세 슌사쿠(일본어: トモセシュンサク)는 일본의 성인 게임 일러스트레이터이자 라이트 노벨 삽화가이며 동인서클 무한궤도A(無限軌道A 무겐키도 에이[*])의 원화가이다.

## 경력

### 동인 게임
- 密室 Situation:Elevater (무한궤도A, 2005년 12월 23일)

### 성인 게임
- 새벽의 호위 (샹그릴라, 2007년) - 아카베소프트2의 브랜드.
  - 새벽의 호위 ~ 주역들의 휴일 (샹그릴라, 2008년)
  - 새벽의 호위 ~ 죄 많은 종말론 (샹그릴라, 2010년)
- 사랑이 아니라 - It's not love, but so where near. (샹그릴라 스마트, 2011년)

### 라이트노벨 삽화
토모세 슌사쿠 본인은 라이트노벨 삽화를 꼭 그리고 싶었다고 말하였다.
- 그녀는 안경 홀릭 (우에스 테츠로 지음)
- 사서와 가위와 몽당연필 (유우키 린 지음)
- 어서오세요 실력지상주의 교실에 (키누가사 쇼고 지음)

### 서클 활동
성인용 동인지 활동도 하고 있다.